# Wild Hokkaido!
『Wild Hokkaido!』（ワイルドほっかいどう!）は、NHKワールドTV及びNHK総合（北海道地区のみ）で2017年2月12日から放送されている自然紀行番組である。

## 概要
海外からの訪日観光客向けに北海道の自然を紹介する紀行番組。

## 放送時間
NHKワールドTV
- 日曜 9:40 - 9:58（他に3回の再放送あり）

NHK-GTV
- 不定期（北海道地区のみ）[1]

## 放送内容
過去に放送された主題を以下に示す。

### 2017年
- 2月 - ニセコ、羊蹄山[2]
- 4月 - 釧路、函館山[3]

## ナビゲーター
- シャーロット・ケイト・フォックス
- ジェームス・プリティ（英会話カフェ・スクール「Chit Chat Cafe」代表）
- ベン・エロウ